# Wólka Kłucka
Wólka Kłucka – wieś w Polsce położona w województwie świętokrzyskim, w powiecie kieleckim, w gminie Mniów.
W Królestwie Polskim istniała gmina Wólka Kłucka. W latach 1975–1998 miejscowość administracyjnie należała do województwa kieleckiego.
W okolicy wsi znajduje się Góra Perzowa (Rezerwat przyrody Perzowa Góra) z kapliczką Świętej Rozalii.
W miejscowości działa klub piłki nożnej, Płomień Wólka Kłucka, założony w 2003 roku.

## Części wsi
| SIMC    | Nazwa        | Rodzaj     |
| ------- | ------------ | ---------- |
| 0253617 | Biała Glina  | część wsi  |
| 0253623 | Kołłątajówka | przysiółek |
| 0253630 | Porzecze     | przysiółek |
| 0253669 | Wrzoski      | przysiółek |

## Zabytki
Zespół dworski z I poł. XIX w., wpisany do rejestru zabytków nieruchomych (nr rej.: A.427/1-3 z 22.08.1935, z 17.03.1947 i z 15.02.1967):
- pałac myśliwski, obecnie ruina, wybudowany przez Eustachego Kołłątaja ok. 1830 r., utrzymany w stylu klasycystycznym,
- spichlerz,
- park.